# Metendothenia
Metendothenia is een geslacht van vlinders van de familie bladrollers (Tortricidae), uit de onderfamilie Olethreutinae.

## Soorten
- M. albomaculata Kawabe, 1989
- M. atropunctana - Kleine stipbladroller (Zetterstedt, 1839)
- M. balanacma (Meyrick, 1914)
- M. calopa Diakonoff, 1973
- M. emmilta Diakonoff, 1973
- M. fidelis Diakonoff, 1973
- M. fulvoflua Diakonoff, 1983
- M. heterophenga Diakonoff, 1992
- M. hilarocroca Diakonoff, 1973
- M. inouei Kawabe, 1987
- M. mesarotra (Meyrick, 1911)
- M. metacycla Diakonoff, 1973
- M. ogasawaraensis Kawabe & Kusui, 1978
- M. organica (Meyrick, 1920)
- M. plecta Diakonoff, 1983
- M. pulchra Kawabe, 1989
- M. rhodambon Diakonoff, 1973
- M. spumans (Meyrick, 1930)